# W krzywym zwierciadle: Rodzinne święta
W krzywym zwierciadle: Rodzinne święta (ang. National Lampoon's Thanksgiving Family Reunion) – amerykański film komediowy z 2003 roku w reżyserii Neala Israela.

## Opis fabuły
Mitch (Judge Reinhold), lekarz z Los Angeles, chce spędzić Święto Dziękczynienia w gronie rodziny. Odpowiada na zaproszenie kuzyna z Idaho, Woodrowa (Bryan Cranston), z którym nie utrzymywał bliskich stosunków. Ani żona Mitcha, ani jego dorastające dzieci nie są tym zachwyceni. Gdy rodzina Mitcha wraz z mieszkającym po sąsiedzku wujem Philem (Antony Holland) przybywa na miejsce, okazuje się, że kuzyn jest zdziwaczałym hipisem, który razem z żoną i dziećmi prowadzi bardzo oryginalny styl życia.

## Obsada
- Judge Reinhold – Mitch Snider
- Reece Thompson – Harley Snider
- Meghan Ory – Allison Snider
- Kris Pope – Punk
- Rheta Hutton – Janis
- Calum Worthy – Danny Snider
- Noel Fisher – Buzz Hodges
- Antony Holland – Wuj Phil
- Brittney Irvin – Twig Snider
- Hallie Todd – Jill Snider
- Penelope Ann Miller – Pauline Snider
- Bryan Cranston – Woodrow Snider
- Paul McGillon – Szeryf Kirkland